# Willem van Nangis
Willem van Nangis (Frans: Guillaume de Nangis; ca. 1250 - waarschijnlijk 1300) was een Frans kroniekschrijver en biograaf uit de 13e eeuw.

## Leven
Willem van Nangis werd waarschijnlijk rond 1250 geboren en trad op jonge leeftijd als monnik in de koninklijke Benedictijnenabdij van Saint-Denis in, waar hij opklom tot archivaris. Rond 1285 begon hij met het schrijven van een Vita (levensbeschrijving) van de Franse koningen Lodewijk IX (Lodewijk de Heilige) en Filips III (Gesta Sancti Ludovici, en Gesta Philippi Regis Franciæ) alsook een wereldkroniek (Chronicon). Deze werken zijn een belangrijke bron voor de geschiedenis van Frankrijk in de tweede helft van de 13e eeuw.
Zijn wereldkroniek sloot nauw aan bij het werk van aan het begin van de 12e eeuw schrijvende Sigisbert van Gembloers en begint pas vanaf de beschrijvingen van de gebeurtenissen in het jaar 1112 hiervan af te wijken. Vanaf 1300 zetten een of meer monniken zijn kroniek voort tot de gebeurtenissen van het jaar 1328. Voor zijn biografie van koning Lodewijk IX zou Willem van Nangis de werken hebben geraadpleegd van de koninklijke biechtvader, Willem van Beaulieu, en van Gilon van Reims (van deze laatste zijn de werken niet overgeleverd). Hij baseerde zijn werk uitsluitend op zijn bestudering van de bronnen en getuigenissen, aangezien hijzelf de koning niet meer persoonlijk had gekend. Als jonge monnik had hij in 1271 alleen de bijzetting van het gebeente van de koning in de abdij van Saint-Denis bijgewoond. Naast de Franse koningen besteedde Willem ook veel aandacht aan de beschrijvingen van de Franse wapenfeiten, wat ook de reden is waarom hij in zijn Vita ook de biografie van prins Karel van Anjou en diens overwinningen tegen de Hohenstaufen een prominente rol spelen.

## Uitgaven
Vita:
- M. Daunou (ed.), Recueil des Historiens des Gaules et de la France (RHGF), XX, Parijs, 1840, pp. 310–465 (Lodewijk IX), 466–539 (Filips III).

Chronicon:
- M. Guizot (ed.), Chronique de Guillaume de Nangis (= Collection des mémoires relatifs à l'histoire de France, depuis les origines de la monarchie française jusqu'au 13e siècle, XIV, Parijs, 1825.
- M. Daunou (ed.), Recueil des historiens des Gaules et de la France (RHGF), XX, Parijs, 1840, pp. 543–582; pp. 583-648 (voortzetting).
- H. Géraud (ed.), Chronicon, I-II, Parijs, 1843-1844.